# Trapesac
Trapesac, auch Darbsak (türkisch Darbı Sak Kalesi), war eine vom Templerorden errichtete mittelalterliche Burg im Grenzgebiet zwischen dem Fürstentum Antiochia (Syrien) und dem Königreich Kleinarmenien (Kilikien), heute in der türkischen Provinz Hatay gelegen.

## Lage
Die Ruine liegt auf einem isolierten Felsgipfel vier Kilometer nördlich von Kırıkhan. Die Burg sicherte von Norden her den Handelsweg, der von Alexandretta über den Belen-Pass („Syrische Pforte“) über das Amanosgebirge nach Antiochia führte, während die Burg Baghras die Kontrolle von Süden her sicherte. Zudem kontrollierte die Burg den am östlichen Fuß des Gebirges entlang führenden Handelsweg von Antiochia nach Marasch.

## Geschichte
Das Gebiet geriet im Rahmen des Ersten Kreuzzugs um 1098 unter die Kontrolle der Kreuzfahrer und deren Fürstentum Antiochia. Zwischen 1131 und 1137 vertraute der Fürst von Antiochia dem jungen Templerorden das Gebiet an, der dort eine Burg errichtete. Damit gehörte die Festung zusammen mit Baghras und Roche Roussel zu den frühesten Besitzungen der Templer in der Levante.
1168 wurde die Burg von Mleh, einem armenischen Adligen, Abenteurer und abtrünnigem Tempelritter, an Nur ad-Din verkauft und übergeben. Erst nach seinem Tod erlangten die Templer die Burg 1175 zurück.
Nachdem der Ayyubiden-Sultan Saladin 1187 in Folge der Schlacht von Hattin weite Teile des Königreichs Jerusalem erobert hatte, unternahm er 1188 einen Feldzug nach Syrien und belagerte ab dem 2. September 1188 Trapesac. Nach heftigen Kämpfen gelang es den Angreifern durch Unterminierung einen der Burgtürme zum Einsturz zu bringen und eine Bresche in die Burgmauer zu schlagen. Die Templer blieben dennoch zur Verteidigung der Burg entschlossen, besetzten die Mauerlücke als „menschliche Mauer“, wie es arabische Chronisten beschreiben, und hielten dem folgenden Erstürmungsversuch stand. Da keine Hoffnung auf rechtzeitigen Entsatz durch den Fürsten von Antiochia bestand, ergaben sich die Verteidiger schließlich am 16. September 1188 und gerieten in Gefangenschaft. In arabischen Chroniken wird im Jahr 1196 von einem Aufstand der fränkischen Gefangenen von Trapesac berichtet, der zu derer Hinrichtung führte.
1202 schlug König Leo I. von Kleinarmenien den Templern einen gemeinsamen Feldzug zur Eroberung der Burg, die sich damals in den Händen des Ayyubiden-Emirs von Aleppo, az-Zahir Ghazi, befand, vor, wozu es aber nicht kam. Im Dezember 1205 unternahm ein Heer Leos einen Überraschungsangriff auf Trapesac. Während es den Armeniern gelang, in der Nacht in den Vorort der Burg (das heutige Dorf Alaybeyli) einzudringen, erwies sich die ayyubidische Burggarnison als so wehrhaft, dass Leons Truppen es vorzogen, am selben Morgen turkmenische Nomaden zu überfallen, die an einem nahe gelegenen See lagerten.
1216 hatten die Templer die fünfzehn Kilometer südlich gelegene Burg Baghras zurückerlangt. Zwischen den Templern in Baghras und den Allepinern in Trapesac entwickelte sich in der Folgezeit ein Kleinkrieg. Obwohl Fürst Bohemund V. von Antiochia den Templern erst 1236 mühsam einen Waffenstillstand mit Aleppo vermittelt hatte, entschlossen diese sich zu Beginn des Sommers 1237 zu einem Versuch, Trapesac zu erobern. Einhundertzwanzig Ritter des Templerordens, begleitet von Turkopolen und Armbrustschützen, gruppierten sich hierzu in der Templerburg Roche Guillaume. Unter der Führung von Wilhelm von Montferrat, dem Präzeptor von Antiochia, und erfahrenen Rittern wie Guido von Gibelet konnten sie die Unterstadt besetzen und belagerten die Burggarnison, die es schaffte, Aleppo zu alarmieren. Einem aus Aleppo herangeeilten Reiterheer gelang es, die Templer im Morgengrauen zu überraschen, und es kam zu einem Massaker. Fast 100 Ritter und 300 Armbrustschützen wurden an diesem Tag gefangen genommen oder getötet, darunter Wilhelm der Präzeptor und der Bannerträger Raymond d’Argentan. Die Sieger kehrten mit den abgetrennten Köpfen als Trophäe nach Aleppo zurück.
Die Nachricht über diese verheerende Niederlage der Templer löste in Westeuropa eine Rekrutierungswelle für die Ritterorden der Templer und Johanniter aus.
Nachdem die Mongolen unter Hülegü 1260 Aleppo erobert und verwüstet hatten, gelang es dem kleinarmenischen König Hethum I., die Burg zu besetzen. Nachdem sein Sohn Leo am 24. August 1266 nahe der Burg in der Schlacht bei Mari in mamlukische Gefangenschaft geraten war, musste er für dessen Freilassung unter anderem Trapesac den Mamluken überlassen, die unter Sultan Baibars 1268 auch Antiochia einnahmen und zerstörten.
Im September 1280 wurde Trapesac zeitweise von den Mongolen unter Abaqa besetzt und geplündert, die im Oktober erneut Aleppo verwüsteten. Nach deren Rückzug fiel die Burg wieder unter mamlukische Kontrolle und verlor in der Folgezeit an Bedeutung.

## Anlage
Die Ruine der Burg wurde 1979 von Robert W. Edwards archäologisch untersucht. Im Laufe der Jahrhunderte sind die meisten Gebäude, aus denen die Burg bestand, nicht mehr erhalten. Alles, was übrig geblieben ist, sind ein paar Fragmente des Hauptwalls, ein paar Gewölbe und die Fundamente zweier quadratischer Türme am Nord- und Südende des Gipfels. Auf dem Gipfel befinden sich die Überreste eines Gebäudes, das offenbar als Lagerraum diente. Es bestand auch ein Aquädukt, das die Burg von einer benachbarten Anhöhe mit Wasser versorgte.
Anhand der im nahegelegenen Dorf wiederverwendeten Steine der Burg lässt sich nachvollziehen, dass mindestens eine Seite der Burg mit einer groben Glasur bedeckt war. Offenbar wurde die Burgmauer in einer zweiten Bauphase erhöht, vermutlich in der Phase, als sie im armenischen Besitz war. Dabei wurden Steine von geringerer Qualität als in der ersteren Bauphase verwendet. Auch scheinen einige antike Fragmente von den Erbauern wiederverwendet worden zu sein.